# Moon Zero Two
Moon Zero Two is een Britse sciencefictionfilm geproduceerd door Hammer Films en uitgebracht in 1969. De film werd gepromoot als een ruimtewestern en verscheen kort na de uitkomst van Stanley Kubricks 2001: A Space Odyssey.

## Verhaal
Het is het jaar 2021. De mensheid is hard bezig de maan te koloniseren. Dit trekt verschillende groepen mensen aan.
Enkele van de aanwezigen in de nieuwe maankolonie zijn de miljonair J. J. Hubbard en voormalige astronaut Bill Kemp. Wanneer Hubbard hoort dat een planetoïde gemaakt van pure saffier binnenkort vlak langs de maan zal vliegen, huurt hij Kemp in om de planetoïde naar het maanoppervlak te brengen.
Ondertussen is een jonge vrouw op zoek naar haar broer, een mijnwerker. Ze overtuigt Kemp om haar te helpen. Kemp gaat akkoord, en ontdekt zodoende meer over Hubbards plannen dan hem lief is.

## Rolverdeling
| Acteur           | Personage         |
| ---------------- | ----------------- |
| James Olson      | Bill Kemp         |
| Catherine Schell | Clementine Taplin |
| Warren Mitchell  | J. J. Hubbard     |
| Carol Cleveland  | Gijzelaar         |
| Adrienne Corri   | Elizabeth Murphy  |
| Bernard Bresslaw | Harry             |

## Achtergrond
Moon Zero Two werd opgenomen in de Elstree Studios in Hertfordshire, Engeland. Het scenario werd geschreven door Michael Carreras, gebaseerd op een verhaal van Gavin Lyall, Frank Hardman en Martin Davison. De film werd geproduceerd door Michael Carreras.
De film werd in 1969 niet al te best bezocht, maar is in de jaren erop uitgegroeid tot een kleine cultfilm. Vooral omdat hij gebruikt is in een aflevering van de televisieserie Mystery Science Theater 3000.